# Vessigebro
Vessigebro er en landsby i Vessige sogn, Falkenbergs kommun, Hallands län, Sverige, ca. 15 km nordøst for Falkenberg. Byen har 836 indbyggere. Forfatteren August Bondesson blev født i Vessigebro. Stikkeren Grethe Bartram boede i Vessigebro efter at hun blev løsladt. 

## Idræt
Fodboldspillerne Daniel og Niclas Alexandersson voksede op i Vessigebro.